# Ixora alba
Ixora alba är en måreväxtart som beskrevs av Carl von Linné. Ixora alba ingår i släktet Ixora och familjen måreväxter. Inga underarter finns listade i Catalogue of Life.